# .bj
.bj je vrhovna internetska domena (country code top-level domain - ccTLD) za Benin. Domenom upravlja Ured za stanice i telekomunikaciju Benina.

## Vanjske poveznice
- IANA .bj whois informacija  Arhivirana inačica izvorne stranice od 23. listopada 2007. (Wayback Machine)

Kaegorija:Benin